# Chrysocharis liriomyzae
Chrysocharis liriomyzae är en stekelart som beskrevs av Vittorio Luigi Delucchi 1954. Chrysocharis liriomyzae ingår i släktet Chrysocharis och familjen finglanssteklar. Arten är reproducerande i Sverige. Inga underarter finns listade i Catalogue of Life.